# Нахда
Нахда или (членувано) Ан-Нахда / Ал-Нахда (на арабски: النهضة – пробуждане, възраждане) е период на културен и политически напредък в арабския свят през XIX и началото на XX век.
Началото на Нахдата е свързано с дейността на Рифаа ат-Тахтауи – редактор на вестник „Вестник на Египет“, преводач и просветител. Дълго време живял във Франция, той се старае да внесе в египетското общество елементи на европейската култура.
Втората половина на 19 в. е ознаменувана с творчеството на мюсюманските богослови-модернисти Джамал аддин ал-Афгани и Мухаммад Абдо, свързани с възникването на панислямизма.
В светската литература са известни поетите Ахмад Шауки, Ибрахим Хафиз, Халил Джибран. През 1914 година излиза книгата „Зейнаб“ на Хусейн Хейкал, считана за първия съвременен египетски роман. Появяват се и нови вестници, енциклопедии и речници.
От Европа също са заимствани политическите идеи на парламентаризма, конституционализма, национализма. Те изиграват своята роля за разпадането на Османската империя.